# .mil
.mil – internetowa domena najwyższego poziomu, przeznaczona dla podmiotów i organizacji rządowych, wchodzących w skład Departamentu Obrony Stanów Zjednoczonych. Domena funkcjonuje od 1985.